# Premiul Oscar pentru cel mai bun regizor asistent
Premiul Oscar pentru cel mai bun regizor asistent a fost acordat în 1933 - 1937. În continuare, cu text aldin sunt evidențiați câștigătorii.
- Câștigătorii din 1933 :
  - Charles Barton (Paramount)
  - Rick James (Universal)
  - Charles Dorian (MGM)
  - Fred Fox (United Artists)
  - Gordon Hollingshead (Warner Bros.)
  - Dewey Starkey (RKO Radio)
  - William Tummel (Fox)

- Nominalizări din 1933:
  - Al Alleborn (Warner Bros.)
  - Sid Brod (Paramount)
  - Orville O. Dull (M-G-M)
  - Percy Ikerd (Fox)
  - Arthur Jacobson (Paramount)
  - Edward Killy (RKO Radio)
  - Joseph A. McDonough (Universal)
  - William J. Reiter (Universal)
  - Frank Shaw (Warner Bros.)
  - Ben Silvey (UA)
  - John Waters (M-G-M)

- 1934 John Waters - Viva Villa! [1]
  - Scott Beal - Imitation of Life
  - Cullen Tate - Cleopatra

- 1935 Clem Beauchamp și Paul Wing - The Lives of a Bengal Lancer
  - Joseph M. Newman - David Copperfield
  - Eric G. Stacey - Les Misérables
  - Sherry Shourds - A Midsummer Night's Dream (Write In)

- 1936 Jack Sullivan - The Charge of the Light Brigade
  - Clem Beauchamp - The Last of the Mohicans
  - William Cannon - Anthony Adverse
  - Joseph M. Newman - San Francisco
  - Eric G. Stacey - The Garden of Allah

- 1937 Robert Webb - In Old Chicago
  - Charles C. Coleman - Lost Horizon
  - Russ Saunders - The Life of Emile Zola
  - Eric G. Stacey - A Star Is Born
  - Hal Walker - Souls at Sea